# Torre de Pujarnol
La Torre de Pujarnol s'alça al costat mateix del petit temple rural de Sant Cebrià de Pujarnol, a Pujarnol, que és un dels set pobles que formen el municipi de Porqueres. És de poblament
disseminat i està situat a l'origen de la vall del Matamors, entre les serres de Sant
Patllari i Biert.

## Història
El lloc de Pujarnol, escrit com «Podio Ariulfi» o «Arnulfi», és documentat des del 1017 i tots els documents fan referència al terme centrat per l'església parroquial de Sant Cebrià i el castell, o casa fortificada, situat al costat. En un document de l'any 1212 apareix com a senyor del castell de Pujarnol, Tortosa de Mercadal que va acompanyar el senyor de Falgons a la batalla de les Navas de Tolosa, decisiva dins el conflicte de la conquesta cristiana. El castell pertanyia, l'any 1268, a Guillem d'Aquilone, que el va vendre al tresorer de la Catedral de Girona Bernat de Salt. Durant el segle xv va passar als Millàs, a Santmartí de Morellàs, i després a la família Peguera. Actualment la torre pertany a una fundació, a la que fou cedida per l'últim membre de la família Punsic, i els llogaters hi tenen un hostal.

## Arquitectura

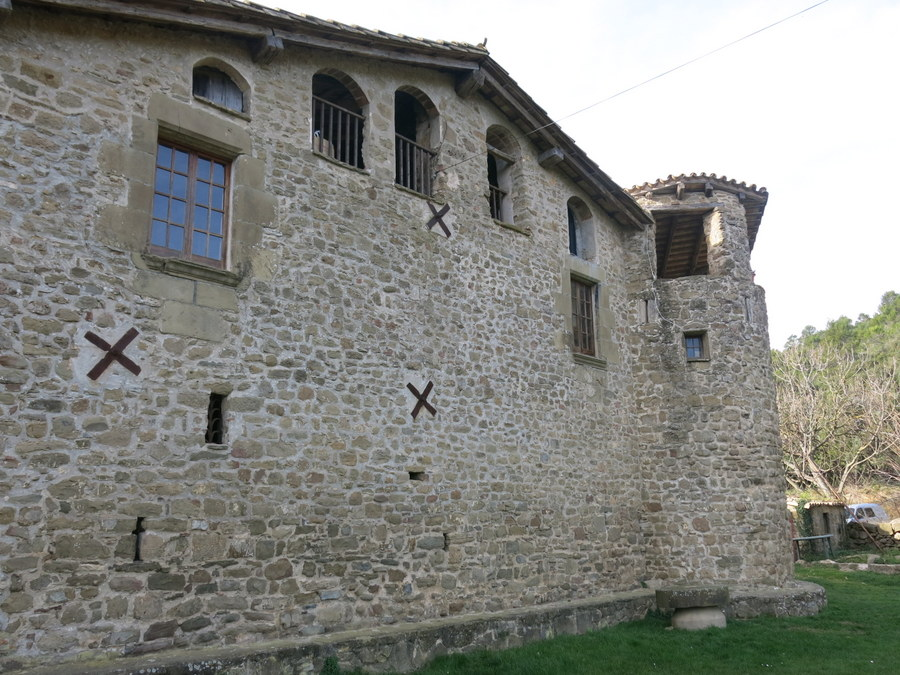
Edifici principal i torre circular de l'angle nord-oest

Aquesta construcció es bastí a partir d'una torre circular del segle xii que devia ser exempta. Actualment consta d'un edifici de planta rectangular amb cossos afegits. Presenta dues torres situades a dues cantonades oposades en diagonal. La de l'angle sud-est que és de planta quadrangular, tres plantes, i amb teulada a dues aigües, constitueix la torre de l'homenatge. S'hi pot veure una espitllera a la base. La torre de l'angle nord-oest és de planta circular, amb teulada a una vessant. L'edificació principal té planta baixa, pis i golfes i s'estructura al voltant d'un pati interior, al qual s'accedeix per un vestíbul cobert amb volta de rajola. La façana principal, encarada a llevant, presenta el portal d'accés de llinda plana i tres finestrals al primer pis de similars característiques. La façana sud té un gran contrafort. A l'interior, una gran volta de canó dona accés al pati d'armes del castell on es troben les escales d'accés al primer pis. La planta baixa presenta sostres amb volta de rajola i el primer pis amb cairats.